# 釜屋修
釜屋修（かまや おさむ、1936年3月18日 -2013年2月2日）は、中国現代文学研究家。研究対象は趙樹理はじめ幅広い。

## 経歴
大阪府堺市生まれ。大阪外国語大学卒業。在学中から中国語を学び、卒業後は商社に勤務。1961年、日中貿易促進会関西事務所に転職。1966年、文化大革命の影響で同会は解散、職員は解雇され失業する。1970年、自己の中国理解の点検と新たな勉強のため大阪外国語大学大学院入学、在学中に山田敬三らと中国文芸研究会を創立する。1973年、静岡大学教養部助教授、1979年、同教授となる。1981年、和光大学人文学部に転じ、1987年まで勤務。1987年より駒澤大学外国語学部に勤務し、2006年定年退職。この間、中国当代文学研究会を創立。(以上は主に、『釜やんシンフォニー　釜屋修先生退休記念文集』所載釜屋修「生い立ち略記」による)

## 主な著書
単著
- 『中国の栄光と悲惨－評伝・趙樹理』（玉川大学出版部、1979年）
- 『わが戦中・戦後――思い出の堺、思い出 の人びと』（翠書房、2016年3月)

共著
- 日中貿易促進会の記録を作る会編『日中貿易促進会その運動と軌跡』（同時代社、2010年）